# ذعر العام 1837

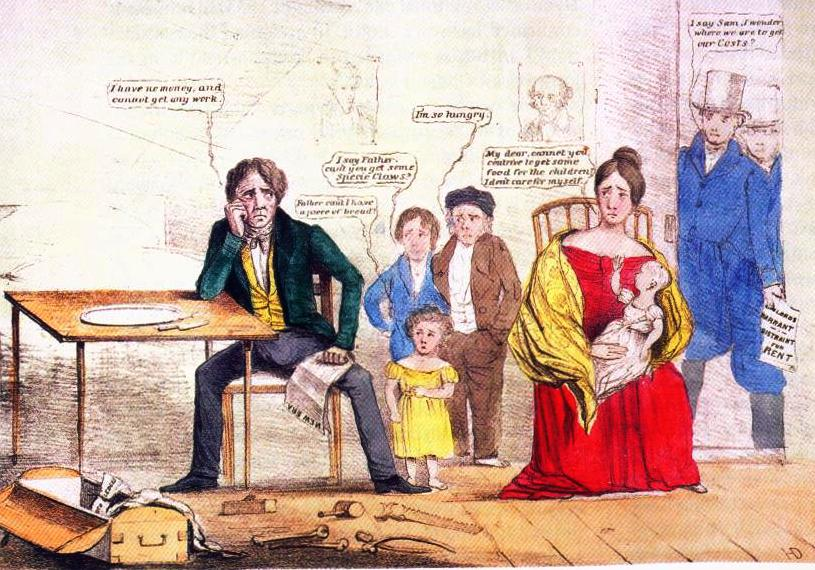
كاريكاتير من حزب الويغ يظهر آثار البطالة على أسرة تملك صور أندرو جاكسون ومارتن فان بورين على الحائط

ذعر العام 1837 (بالإنجليزية: Panic of 1837) هو أزمة مالية في الولايات المتحدة أحدثت ركودا كبيرا استمر حتى منتصف عقد 1840. وانخفضت الأرباح والأسعار والأجور في حين ارتفعت البطالة. وتعود جذور هذه الأزمة لمصادر محلية وأجنبية. ومن بين الأسباب مضاربات القروض في الولايات الغربية، والانخفاض الحاد في أسعار القطن، وانهيار فقاعة أسعار الأراضي، وفيضان العملات الدولية، وسياسات الإقراض التقييدية في بريطانيا العظمى. في يوم 10 مايو 1837، علّقت المصارف في مدينة نيويورك عمليات دفع العملات، ما يعني أنها لن تعدل الأوراق التجارية مقابل العملات بقيمتها الاسمية الكاملة. ورغم انتعاش الاقتصاد لفترة قصيرة في عام 1838، فقد استمر الركود لمدة سبع سنوات تقريبا. انهارت المصارف وفشلت الأعمال التجارية وانخفضت الأسعار وفقد آلاف العمال وظائفهم. وصلت نسبة البطالة في بعض المناطق إلى 25٪. وكانت السنوات من 1837 إلى 1844 بصفة عامة سنوات انكماش في الأجور والأسعار.

## الأسباب
سبقت الأزمة فترة من التوسع الاقتصادي من منتصف 1834 إلى منتصف 1836. وارتفعت أسعار الأراضي والقطن والعبيد ارتفاعا حادا في هذه السنوات. ويرجع أصل هذا الازدهار إلى مصادر كثيرة محلية ودولية. وبسبب العوامل الخاصة (التجارة الدائرية) للتجارة الدولية في ذلك الوقت، دخلت الولايات المتحدة كميات وفيرة من الفضة أتت من المكسيك والصين. كما حققت مبيعات الأراضي والتعريفات الجمركية على الواردات إيرادات كبيرة للاتحاد. واستحوذت الولايات المتحدة على استثمارات رأسمالية كبيرة من بريطانيا العظمى من خلال صادرات القطن المربحة وتسويق السندات المدعومة من الولايات في أسواق المال البريطانية. موّلت هذه السندات مشاريع النقل في الولايات المتحدة. ساهمت القروض البريطانية، والتي وفرتها المصارف الأنجلو أمريكية مثل بارينغ براذرز، بشكل كبير في دعم توسع الولايات المتحدة غربا، وتحسين البنية التحتية، والتوسع الصناعي، والتنمية الاقتصادية خلال حقبة ما قبل الحرب الأهلية.
في عام 1836، لاحظ مدراء بنك إنجلترا أن الاحتياطيات النقدية للبنك قد انخفضت بشدة في السنوات الأخيرة، ربما بسبب ضعف محصول القمح الذي أجبر بريطانيا العظمى على استيراد أغلب طعامها. أشار أعضاء مجلس الإدارة أنهم سيعوضون النقص برفع أسعار الفائدة تدريجيا من 3 إلى 5 بالمائة. ورأت النظریة المالیة التقلیدیة أن علی المصارف رفع أسعار الفائدة والحد من الإقراض عندما تنخفض فیها احتیاطیات النقد. وفقا لقوانين العرض والطلب، يفترض أن تؤدي زيادة أسعار الفائدة، إلى اجتذاب العملة نظرا لأن الأموال تتدفق بشكل عام إلى حيث تولّد أكبر عائد (على افتراض وجود مخاطر متساوية بين الاستثمارات المحتملة). كان الاقتصاد المفتوح في ثلاثينات القرن يتميز بالتجارة الحرة وضعف الحواجز التجارية، حيث تنتقل السياسات النقدية للسلطة المهيمنة – بريطانيا العظمى في هذه الحالة – إلى بقية النظام الاقتصادي العالمي المترابط، بما في ذلك الولايات المتحدة. ونتج عن ذلك أنه عندما رفع بنك إنجلترا أسعار الفائدة، اضطرت المصارف الكبرى في الولايات المتحدة لفعل الشيء نفسه.

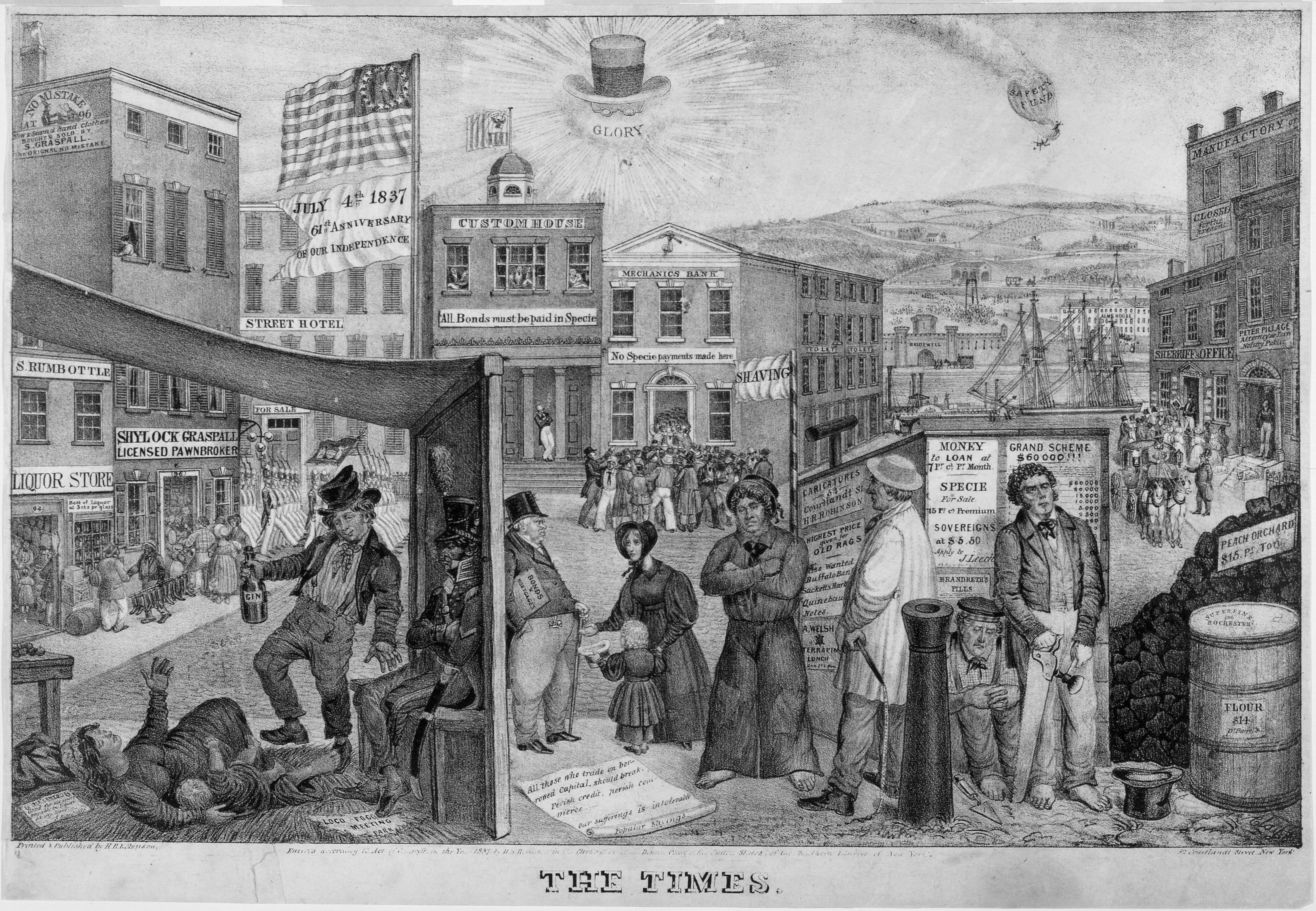
كاريكاتير من عام 1837 يلوم أندرو جاكسون على الأوقات الصعبة

رفعت بنوك نيويورك أسعار الفائدة وقلصت قيمة الإقراض، وكانت آثار هذا الإجراء مدمرة. فبما أن سعر السند يرتبط بعلاقة عكسية مع العائد (أو سعر الفائدة)، فإن الزيادة في أسعار الفائدة السائدة ستؤدي إلى خفض أسعار الأوراق المالية الأمريكية. الأهم من ذلك أن الطلب انخفض على القطن الذي هبط سعر بنسبة 25٪ في فبراير ومارس 1837. وكان اقتصاد الولايات المتحدة، وخاصة الولايات الجنوبية، يعتمد اعتمادا كبيرا على أسعار القطن المستقرة. وقد وفرت عائدات مبيعات القطن التمويل للمدارس، ووازنت العجز التجاري في البلاد، وحصنت الدولار الأمريكي، ووفرت عائدات النقد الأجنبي بالجنيه الإسترليني، وهي العملة الاحتياطية في العالم في ذلك الوقت. وبما أن الولايات المتحدة وقتها كانت لا تزال دولة زراعية تعتمد على تصدير المحاصيل الأساسية والصناعات التحويلية الأولية،  فإن انهيار أسعار القطن سيسبب أزمة كبيرة.
كانت هناك عدة عوامل ساهمت في الأزمة داخل الولايات المتحدة. في يوليو 1832، نقض الرئيس أندرو جاكسون مشروع القانون لإعادة تمويل المصرف الثاني للولايات المتحدة (BUS)، والذي كان المصرف المركزي والوكيل المالي في البلاد. توقفت عمليات المصرف في السنوات الأربع المقبلة، فقامت المصارف المستقلة من الولايات الغربية والجنوبية بخفض معايير الإقراض، ما أنزل نسب الاحتياطي النقدي لمستويات غير آمنة. وقد أدت سياستان محليتان على وجه الخصوص إلى تفاقم الحالة المتقلبة أصلا. ألزمت سياسة العملة الدورية لعام 1836 بأن عملية شراء الأراضي الغربية تكون بالذهب والفضة فقط. كان هذا أمرا تنفيذيا صادرا عن أندرو جاكسون، وفضله السناتور توماس هارت بينتون من ميزوري وغيرهم من المدافعين عن العملة الصعبة. وكان الهدف من القرار هو كبح المضاربات في الأراضي العامة، ولكن القرار تسبب في انهيار أسعار العقارات والسلع لأن معظم المشترين لم يتمكنوا من جمع ما يكفي من المال الثابت أو «سبيسي» (العملات الذهبية أو الفضية) لدفع ثمن الأرض. وثانيا، وضع قانون الإيداع والتوزيع لعام 1836 الإيرادات الاتحادية في مختلف المصارف المحلية في جميع أنحاء البلاد. وتقع أغلب هذه المصارف في المناطق الغربية. وكان أثر هاتين السياستين هو نقل العملات بعيدا عن المراكز التجارية الرئيسية على الساحل الشرقي. اضطرت المصارف الكبرى والمؤسسات المالية في الشرق إلى تقليص قروضها بعد انخفاض الاحتياطيات النقدية في خزائنها، وكان هذا سببا رئيسيا في الأزمة إلى جانب انهيار سوق العقارات.
وعزا الأمريكيون في ذلك الوقت سبب الذعر أساسا إلى الصراعات السياسية المحلية. وألقى بعضهم اللوم على جاكسون لرفضه تجديد عقد المصرف، ما أدى إلى سحب أموال الحكومة من المصرف. وتلقى مارتن فان بيورين، الذي أصبح رئيس البلاد في مارس 1837، أغلب اللوم رغم أنه تولى المنصب قبل الأزمة بخمسة أسابيع فقط. ورأى معارضو فان بورين أنه رفضه لتدخل الحكومة لمعالجة الأزمة (مثل إغاثات الطوارئ وزيادة الإنفاق على مشاريع البنية التحتية العامة للحد من البطالة) ساهم في زيادة المشقة وأطل أمد الكساد الذي أعقب الذعر. من ناحية أخرى، ألقى الديمقراطيون الجاكسونيون اللائمة على المصرف الوطني، سواء في تمويل المضاربات أو في إدخال الأموال الورقية التضخمية.

## الآثار والتوابع

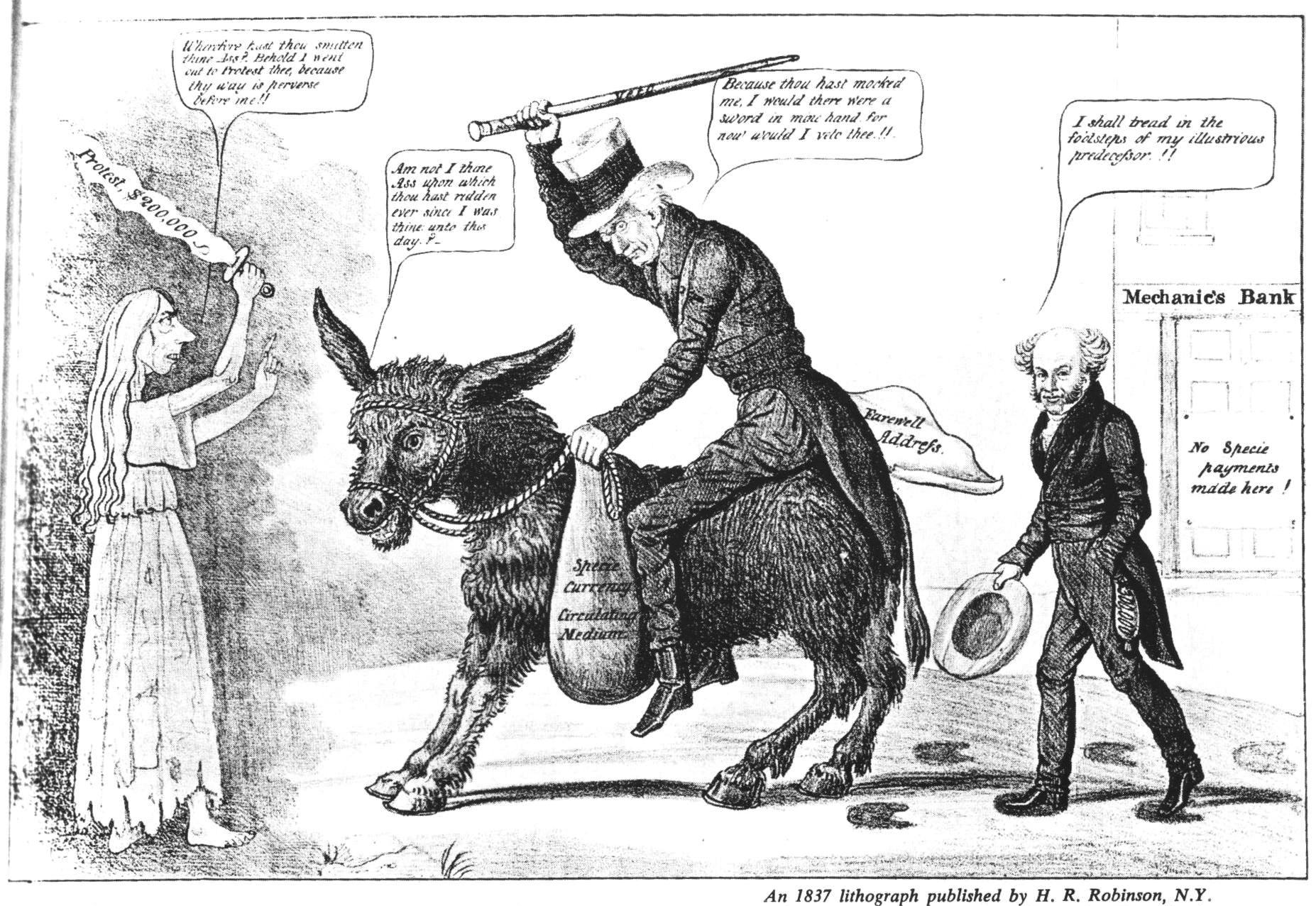
بلعم الحديث وحماره، كاريكاتير من العام 1837 يلقي اللوم في الأزمة وحالة النظام المصرفي المتأزمة على الرئيس أندرو جاكسون المنتهية ولايته، وأظهرته وهو يركب حمارا، في حين أن الرئيس مارتن فان بورين يعلق بالموافقة.

شعرت الأمة كلها تقريبا بآثار الأزمة. وتأثرت كونيتيكت ونيوجيرسي وديلاوير بأكبر قدر من التوتر في مناطقها التجارية. تلقت أنظمة الأعمال والائتمان في فيرمونت ضربة قاسية، ولكن الولاية شهدت فترة انتعاش خفيف في عام 1838، على أنها ضربت من جديد في 1839-1840. لم تتأثر نيو هامبشير بالأزمة بقدر جيرانها. لم تكن لديها ديون دائمة في عام 1838، ولم تعاني الكثير من الضغوط الاقتصادية في السنوات التالية. وكان أكثر ما عانته هو تداول العملات الكسرية داخل الولاية. وكانت الظروف في الجنوب أسوأ بكثير من الظروف في الشرق، وتلقى حزام القطن أسوأ ضربة. زاد الاهتمام بتنويع المحاصيل في فرجينيا وكارولينا الشمالية وكارولينا الجنوبية بعد الذعر. أحست مدينة نيو أورليانز بكساد عام في الأعمال التجارية، وبقي سوق المال في حالة سيئة طوال العام 1843. أنفق عديد المزارعين في ولاية ميسيسيبي الكثير من أموالهم مقدما، ما أدى إلى الإفلاس التام للكثيرين. بحلول عام 1839، توقف العمل في العديد من المزارع. لم تحس فلوريدا وجورجيا بآثار الذعر مبكرا كما حدث مع لويزيانا وألاباما وميسيسيبي. امتلكت جورجيا في عام 1837 ما يكفي من العملات لعمليات الشراء اليومية. وحتى عام 1839، كان مواطنو فلوريدا يتباهون بالتزامهم بمواعيد الدفع. وبحلول الأربعينيات بدأت جورجيا وفلوريدا تشعران بالآثار السلبية للأزمة. في البداية لم يشعر الغرب بنفس القدر من الضغط مثل الشرق أو الجنوب. وكانت ولاية أوهايو وانديانا وإلينوي من الولايات الزراعية، وشكلت المحاصيل الوفيرة في عام 1837 إغاثة للمزارعين. وفي عام 1839، انخفضت الأسعار الزراعية وأحس المزارعون بضغط الكساد عليهم.
وفي غضون شهرين، بلغ مجموع الخسائر الناجمة عن الفشل المصرفي في نيويورك وحدها مائة مليون دولار تقريبا. ومن أصل 850 مصرفا في الولايات المتحدة، أغلق 343 مصرفا بشكل دائم، وأغلق 62 مصرفا بشكل جزئي، وتلقى نظام مصارف الولاية صدمة لم يتعافى منها تماما. وقد تأثرت صناعة النشر بشكل خاص بالكساد الذي أعقب ذلك.
في عام 1842، انتعش الاقتصاد الأمريكي إلى حد ما وتغلب على الكساد الذي استمر لخمس سنوات، ولكن وفقا لمعظم السجلات، فلم يتعافى الاقتصاد حتى عام 1843.

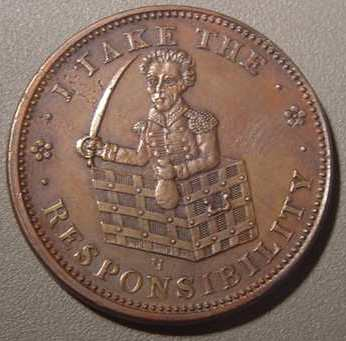
رمز الأوقات الصعبة ، أواخر عقد 1830؛ تم سكها بشكل خاص، واستخدمت بدلا من عملة السنت الواحد خلال نقص العملة؛ كتب عليها النقش "أتحمل المسؤولية"، ويظهر أندرو جاكسون يحمل سيفا وحقيبة عملات من صندوق قوي

ويتفق معظم الاقتصاديين أيضا على أن هناك انتعاشا وجيزا بين عامي 1838 إلى 1839، والذي انتهى عندما رفع بنك إنجلترا والدائنون الهولنديون أسعار الفائدة. ومع ذلك، قال المؤرخ الاقتصادي بيتر تيمين أنه عند تصحيح للانكماش، نجد أن الاقتصاد نما في الواقع بعد عام 1838. ووفقا للاقتصادي والمؤرخ موراي روثبارد، فقد ارتفع الاستهلاك الحقيقي بنسبة 21 بالمائة بين عامي 1839 و 1843، وارتفع الناتج القومي الإجمالي الحقيقي بنسبة 16 بالمائة، رغم أن الاستثمار الحقيقي انخفض بنسبة 23 بالمائة وانكمش العرض النقدي بنسبة 34 في المائة. وازداد الانتعاش من الكساد بعد حمى الذهب في كاليفورنيا عام 1848، ما أدى إلى زيادة كبيرة في عرض النقود، وازدهر الاقتصاد الأمريكي مرة أخرى بحلول عام 1850.
تخلفت عدة ولايات على سنداتها، مما أثار غضب الدائنين البريطانيين. انسحبت الولايات المتحدة لفترة وجيزة من أسواق المال الدولية ولم تعد إلا في أواخر الأربعينات. أثر التخلف عن السداد، إلى جانب الآثار الأخرى للركود، بشكل كبير على العلاقة بين الولاية والتنمية الاقتصادية. وفي بعض النواحي، أدى الذعر إلى إضعاف ثقة الشعب في دعم الحكومة للتحسينات الداخلية. وفي حين ظل الاستثمار الحكومي شائعا في الجنوب حتى اندلاع الحرب الأهلية، فإن الشماليين اتجهوا بشكل متزايد نحو الاستثمار الخاص لتمويل عملية النمو. وعلاوة على ذلك، تسبب الذعر بموجة من أعمال الشغب وغيرها من الاضطرابات الداخلية. وكانت النتيجة النهائية زيادة سلطات الشرطة في الولايات، بما في ذلك توظيف أعداد أكبر في سلك الشرطة.
لعبت عوامل غير ملموسة مثل الثقة والنفسية أدوارا قوية في هذه الأزمة، وهو ما يساعد على شرح حجم وعمق الذعر على الشعب. ولم يكن بمقدور المصارف المركزية فعل الكثير بشأن التحكم في الأسعار والعمالة في ذلك الوقت. عندما انهارت بضعة بنوك، انتشر الخبر بسرعة في جميع أنحاء البلاد، وركزت الصحف الحزبية على هذا الأمر. هرع المستثمرون القلقون إلى المصارف الأخرى مطالبين بسحب ودائعهم. شكل هذا ضغطا على جميع المصارف حتى المزدهرة منها، وجمعت قروضها غير المسددة وطالبت جميع المقترضين بالدفع، زاد هذا من الهستيريا الجماعية أكثر فأكثر وغرقت البنوك في الدوامة. يصف العديد من الاقتصاديين اليوم هذه الظاهرة بأنها عدم تناسق في المعلومات. حيث أظهر المودعون لدى المصارف ردة فعل على معلومات ناقصة؛ فلم يعرفوا ما إذا كانت ودائعهم آمنة، فسحبوا ودائعهم خوفا من المخاطر حتى وإن تسبب ذلك بمزيد من الضرر. كما أثرت هذه الدوامة على عديد المزارعين الجنوبيين الذين ضاربوا بالأراضي والقطن والعبيد. أخذ المزارعون قروضا من المصارف على افتراض أن أسعار القطن ستستمر في الارتفاع. ولكن لم يتمكنوا من تسديد قروضهم عندما انخفضت أسعار القطن، ما هدد قدرة المصارف على الوفاء بالتزاماتها. وكانت هذه العوامل حاسمة نظرا لعدم وجود تأمين على الودائع في المصارف. فإذا لم يضمن عملاء المصرف أن ودائعهم آمنة، فسيكونون أكثر عرضة لاتخاذ قرارات متهورة قد تهدد بقية الاقتصاد. وخلص الاقتصاديون اليوم إلى أن تعليق قابلية التحويل والتأمين على الودائع ومتطلبات رأس المال الكافية في المصارف يمكن أن يحد من إمكانية التهافت على سحب الودائع. كما ساهم عدم وجود شبكة أمان حكومية (مثل التأمين ضد البطالة والإنفاق في العجز) في حجم الانهيار في الاستهلاك والاستثمار والعمالة في الكساد الذي أعقب ذعر العام 1837، وهو الحال في جميع الانكماشات الاقتصادية حتى الثلاثينيات.